# Сер-Понсон
Сер-Понсон (фр. Serre-Ponçon) — водохранилище на юго-востоке Франции в регионе Прованс — Альпы — Лазурный Берег на реке Дюранс. Одно из крупнейших водохранилищ Западной Европы, его длина — 20 км, средняя ширина — 3 км, площадь 28,2 км², объём воды 1,272 км³. Расположено на высоте 780 метров над уровнем моря, фактически представляет собой затопленный участок ущелья Дюранса. Максимальная глубина — 90 метров.

## Описание
Располагается на территории департаментов Верхние Альпы и Альпы Верхнего Прованса. В водохранилище впадает левый приток Дюранса Юбей, образующий большой боковой залив. На берегах водохранилища находятся населённые пункты Савин-ле-Лак и Ле-Соз-дю-Лак.
Водохранилище выполняет сразу несколько функций: во-первых, с его помощью регулируется расход воды в Дюрансе, паводки на котором ранее приводили к серьёзным наводнениям; во-вторых, в плотине водохранилища построена ГЭС. Кроме того, водохранилище очень живописно и собирает каждый год тысячи любителей природы и водных видов спорта.

## История
Впервые идея создания водохранилища была выдвинута в 1895 году, после окончания второй мировой войны компания Électricité de France (EDF) вернулась к идее реализации этого проекта. Работы по возведению дамбы стартовали в 1955 и были завершены в 1961 году. Около 1500 человек были вынуждены покинуть свои затопленные деревни.

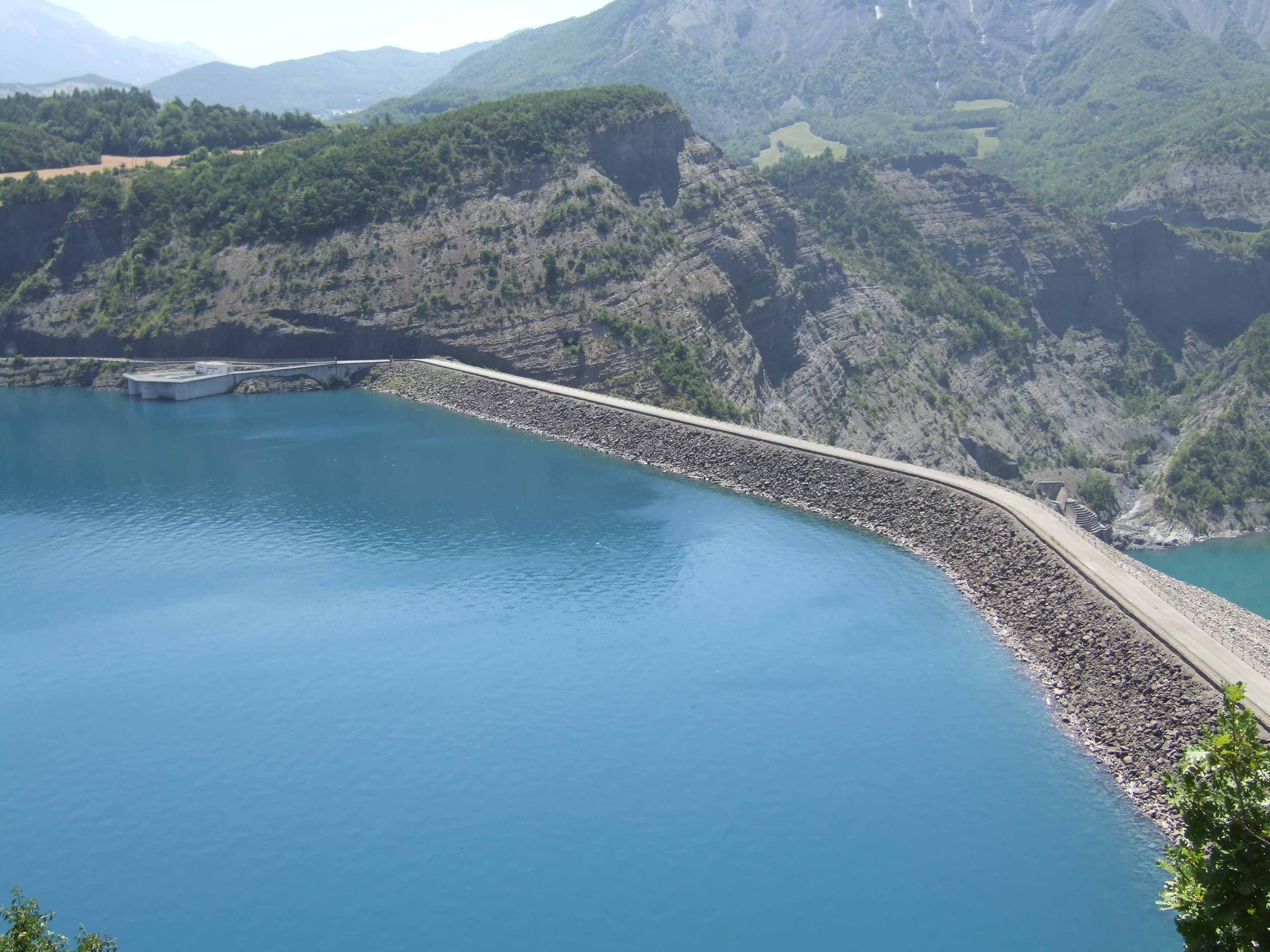
Плотина водохранилища

## Плотина
Плотина водохранилища имеет высоту 123 метра, в своей верхней части ширина плотины — 9,35 метра и длина — 600 метров. Плотина может выдержать землетрясение силой 7 баллов по шкале Рихтера. Максимальная высота уровня воды составляет 780 метров, но может быть понижена до 722 метров при низкой воде и в зависимости от расхода воды в Дюрансе. Мощность ГЭС составляет 380 МВт, годовое производство электроэнергии — 700 ГВт.

## Достопримечательности

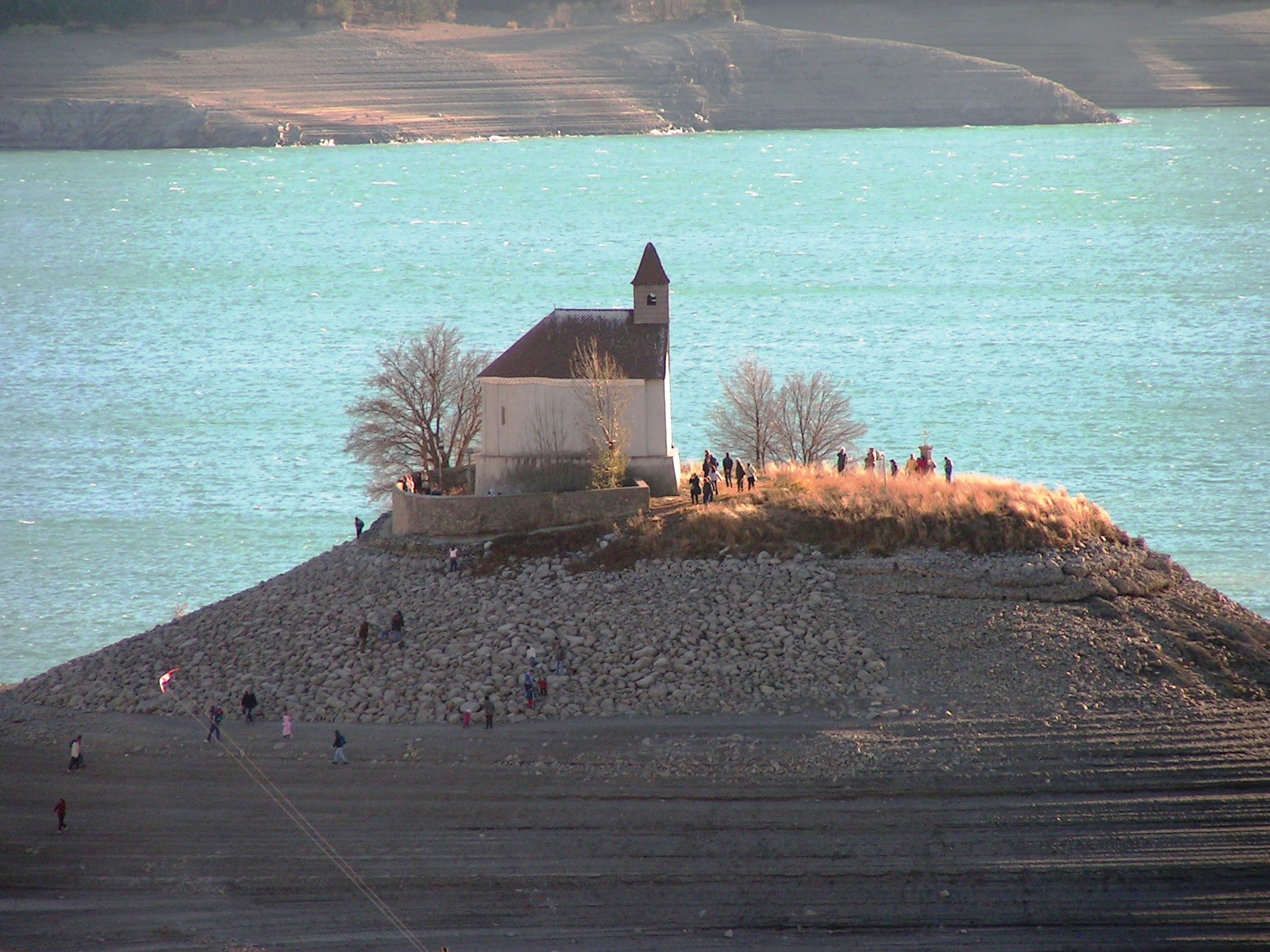
Часовня Сен-Мишель

Одной из главных достопримечательностей озера служит часовня Сен-Мишель, единственный оставшийся памятник долины, затопленной озером. Часовня расположена на полуострове, вдающемся в водохранилище. Сама по себе она не относится к памятникам архитектуры, однако живописный вид на неё с берегов озера привлекает туристов.
На берегах Сер-Понсона расположено несколько геологических образований необычной формы, известных как «demoiselles coiffées»(причесанные дамы). Представляют собой комплекс высоких, тонких колонн, образованных из осадочной породы, увенчанных объемными «шапками» той же породы.